# 12-Stunden-Rennen von Sebring 2001

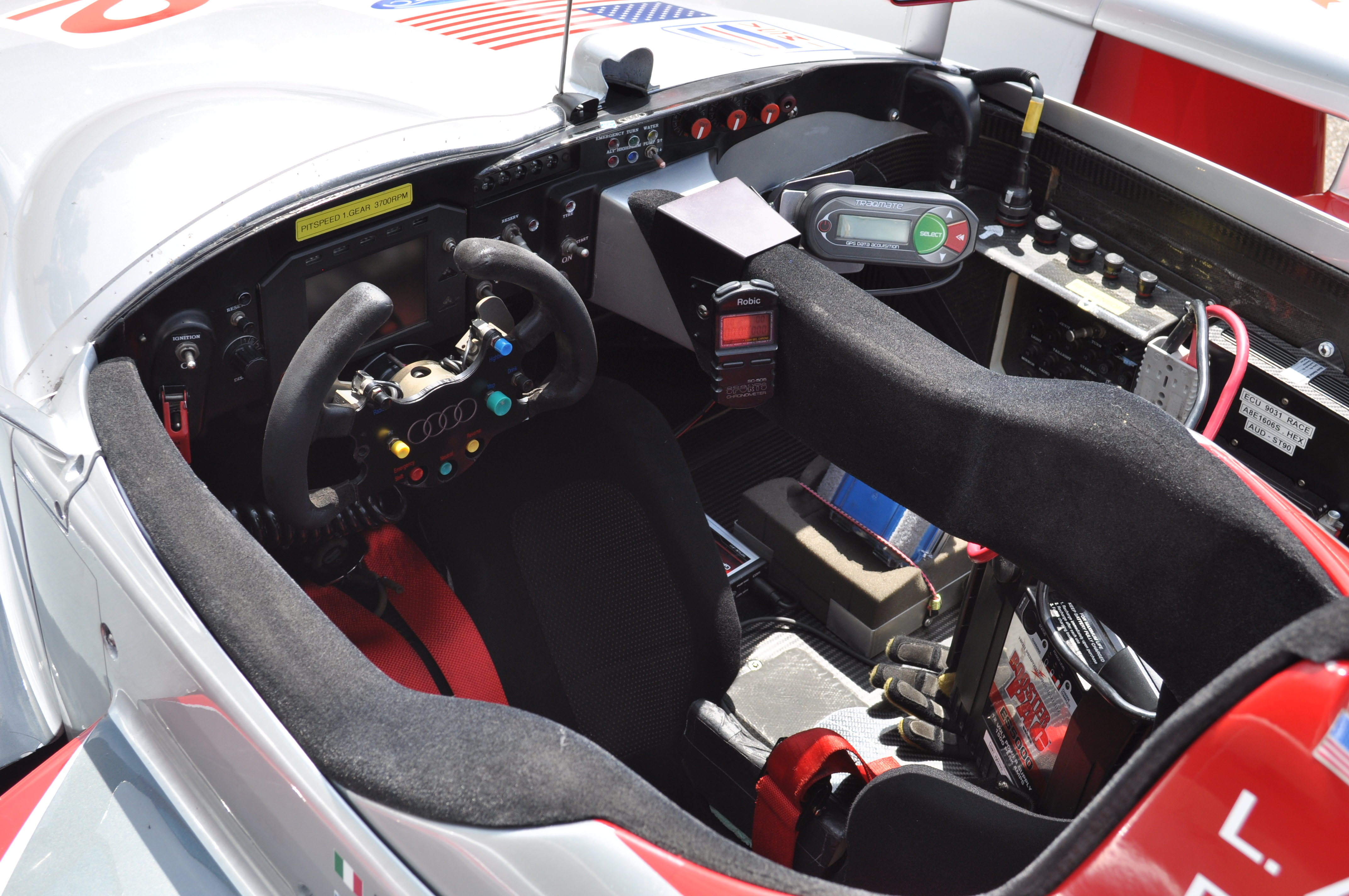
Cockpit eines Audi R8

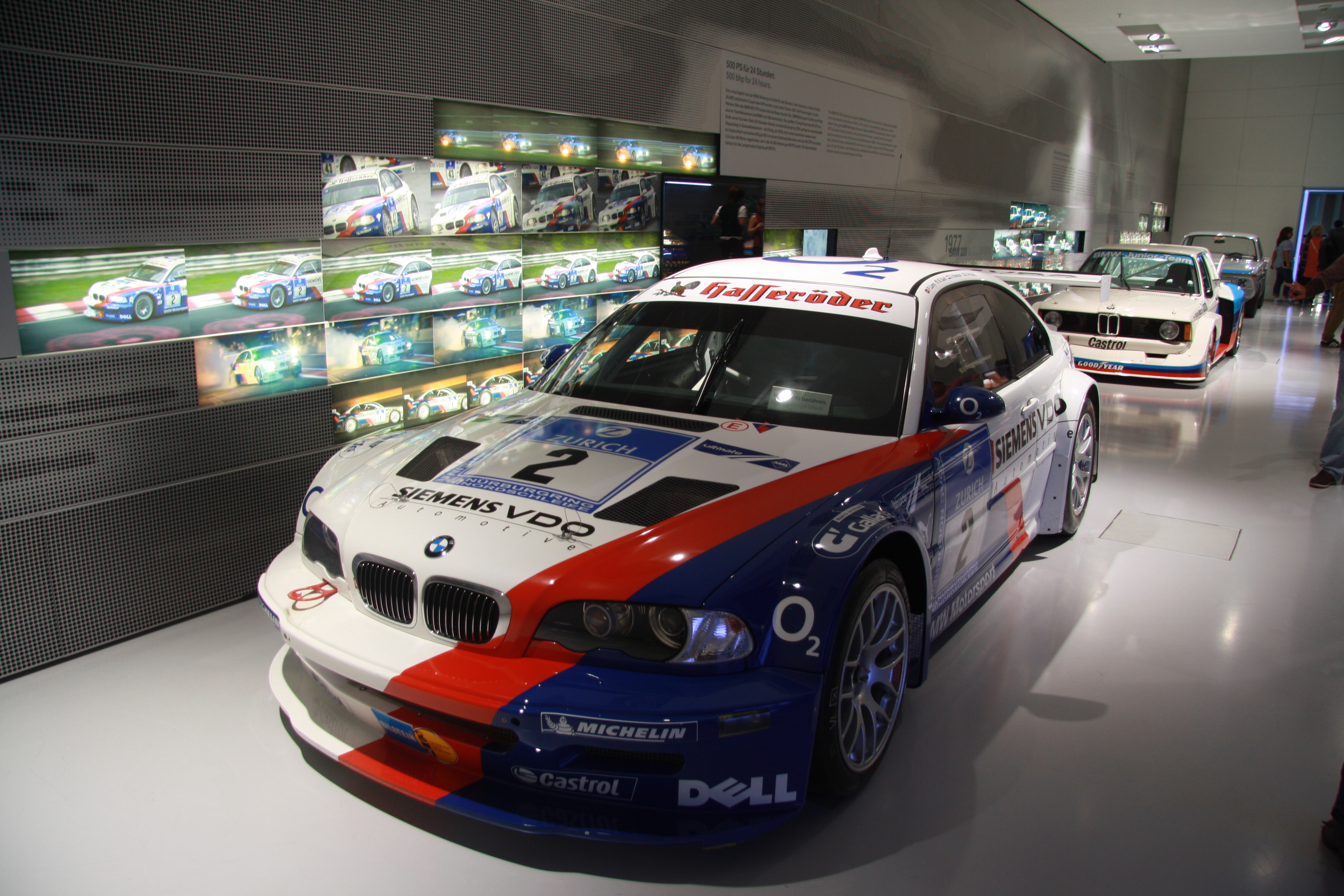
BMW M3 GTR

Das 49. 12-Stunden-Rennen von Sebring, auch The 49th Annual Exxon Superflo 12 Hours of Sebring presented by Dodge, Sebring International Raceway, fand am 17. März 2001 auf dem Sebring International Raceway statt und war der zweite Wertungslauf der ALMS-Saison 2001.

## Vor dem Rennen
Die Saison begann in diesem Jahr mit dem 2:45-Stunden-Rennen von Texas. Gefahren wurde auf dem Texas Motor Speedway, auf dem neben Teilen des Ovalkurses auch die Infieldstrecke befahren wurde. Überraschenderweise erwuchs den Werks-Audi R8 durch den Panoz LMP07 ein starker Gegner. Im Ziel hatten David Brabham und Jan Magnussen nur 26 Sekunden Rückstand auf den Siegerwagen von Rinaldo Capello und Tom Kristensen. Auf den zweitplatzierten Audi von Frank Biela und Emanuele Pirro fehlten 18 Sekunden.

## Das Rennen
Das Rennen stand unter dem Eindruck des tödlichen Unfalls von Bob Wollek im Vorfeld des Rennens. Am Freitag vor dem Rennwochenende gegen 16:30 Uhr, nachdem er sich für das 12-Stunden-Rennen qualifiziert hatte und mit dem Fahrrad auf dem Weg zurück in sein Hotel war, fuhr er von Sebring kommend den Highway 98 entlang, als er von einem Wohnmobil, gefahren von einem 82-jährigen Amerikaner, angefahren wurde. Er starb noch auf dem Weg ins Krankenhaus. Der Franzose hatte das Rennen 1985 gemeinsam mit A. J. Foyt auf einem von Preston Henn gemeldeten Porsche 962 gewonnen.
Das Rennen selbst war eines der spannendsten der gesamten Sebring-Geschichte. Der Grund lag in einer späten Stop-and-Go-Strafe wegen Übertretung der zulässigen Höchstgeschwindigkeit in der Boxengasse, die den führenden Tom Kristensen in der letzten Rennstunde ca. 30 Sekunden hinter seinem Teamkollegen Rinaldo Capello zurückwarf. Kristensen gelang es zwar den Rückstand bis zur Zieldurchfahrt fast vollständig wett zu machen, überholen konnte er Capello aber nicht mehr. Der Abstand von 0,482 Sekunden zwischen den ersten beiden Fahrzeugen blieb der engste in der Geschichte des Sebring-Rennens.
168000 Zuschauer waren am Renntag anwesend; Rekord in der bisherigen Geschichte des Rennens.

## Ergebnisse

### Schlussklassement
| 1               | LMP900 | 1  | Audi Sport North America   | Rinaldo Capello Michele Alboreto Laurent Aïello           | Audi R8                 | 370 |
| 2               | LMP900 | 2  | Audi Sport North America   | Frank Biela Tom Kristensen Emanuele Pirro                 | Audi R8                 | 370 |
| 3               | LMP900 | 38 | Champion Racing            | Andy Wallace Dorsey Schroeder Ralf Kelleners              | Audi R8                 | 366 |
| 4               | LMP900 | 18 | Johansson Motorsport       | Stefan Johansson Guy Smith                                | Audi R8                 | 362 |
| 5               | LMP900 | 37 | Intersport Racing          | Jon Field Duncan Dayton Rick Sutherland                   | Lola B2K/10             | 332 |
| 6               | GTS    | 26 | Konrad Team Saleen         | Oliver Gavin Terry Borcheller Franz Konrad                | Saleen S7-R             | 332 |
| 7               | GTS    | 4  | Corvette Racing            | Andy Pilgrim Kelly Collins Franck Fréon                   | Chevrolet Corvette C5-R | 331 |
| 8               | GT     | 23 | Alex Job Racing            | Sascha Maassen Lucas Luhr Emmanuel Collard                | Porsche 911 GT3-RS      | 326 |
| 9               | GT     | 22 | Alex Job Racing            | Randy Pobst Christian Menzel Timo Bernhard                | Porsche 911 GT3-RS      | 326 |
| 10              | GT     | 42 | BMW Motorsport             | JJ Lehto Jörg Müller                                      | BMW M3 GTR              | 324 |
| 11              | GTS    | 3  | Corvette Racing            | Ron Fellows Johnny O’Connell Chris Kneifel                | Chevrolet Corvette C5-R | 322 |
| 12              | GT     | 6  | Prototype Technology Group | Boris Said III Hans-Joachim Stuck Peter Cunningham        | BMW M3 E46              | 318 |
| 13              | GT     | 00 | Larbre Compétition         | Christophe Bouchut Patrice Goueslard Sébastien Dumez      | Porsche 911 GT3-RS      | 317 |
| 14              | GT     | 53 | Seikel Motor Sport         | Alex Caffi Gabrio Rosa Fabio Babini                       | Porsche 911 GT3-RS      | 312 |
| 15              | GT     | 69 | Kyser Racing               | Joe Foster Kye Wankum Jeffrey Pabst                       | Porsche 911 GT3-R       | 306 |
| 16              | GT     | 36 | Jürgen Alzen Motorsport    | Jürgen Alzen Ulli Richter                                 | Porsche 911 GT3-RS      | 306 |
| 17              | GT     | 58 | Freisinger Motorsport      | Wolfgang Kaufmann Stéphane Ortelli                        | Porsche 911 GT3-RS      | 300 |
| 18              | GTS    | 45 | American Viperacing        | Erik Messley Jeff Altenburg Stu Hayner                    | Dodge Viper GTS-R       | 298 |
| 19              | GT     | 09 | Cirtek Motorsport          | Keith Alexander Gavin Pickering Chris Gleason             | Porsche 911 GT3-R       | 293 |
| 20              | GTS    | 44 | American Viperacing        | Andy Pardoe Tom Weickardt Joe Ellis                       | Dodge Viper GTS-R       | 235 |
| Disqualifiziert |        |    |                            |                                                           |                         |     |
| 21              | GT     | 34 | Orbit                      | Peter Baron Leo Hindery Gian-Luigi Buitoni                | Porsche 911 GT3-RS      | 84  |
| 22              | GT     | 47 | Broadfoot Racing           | John Warner Paco Orti Allan Ziegelman                     | Porsche 911 GT3-R       | 64  |
| Ausgefallen     |        |    |                            |                                                           |                         |     |
| 23              | GT     | 57 | Freisinger Motorsport      | Nigel Smith Klaus Horn                                    | Porsche 911 GT3-R       | 276 |
| 24              | GT     | 66 | The Racers Group           | Kevin Buckler Tom McGlynn Stephen Earle                   | Porsche 911 GT3-RS      | 271 |
| 25              | LMP900 | 16 | Dyson Racing               | Butch Leitzinger Elliott Forbes-Robinson James Weaver     | Riley & Scott Mk IIIC   | 205 |
| 26              | GT     | 43 | BMW Motorsport             | Dirk Müller Fredrik Ekblom                                | BMW M3 E46              | 168 |
| 27              | LMP900 | 72 | Pescarolo Sport            | Jean-Christophe Boullion Sébastien Bourdais Laurent Redon | Courage C60             | 167 |
| 28              | GT     | 07 | RWS Motorsport             | Philipp Peter Dieter Quester Norman Simon                 | Porsche 911 GT3-R       | 127 |
| 29              | GT     | 15 | Dick Barbour Racing        | Grady Willingham Mark Neuhaus Randy Wars                  | Porsche 911 GT3-R       | 121 |
| 30              | LMP900 | 50 | Panoz Motor Sports         | David Brabham Jan Magnussen                               | Panoz LMP07             | 109 |
| 31              | GT     | 17 | Trinkler Racing LLC        | Owen Trinkler Andy Lally B. J. Zacharias                  | Chevrolet Corvette C5   | 108 |
| 32              | LMP675 | 11 | Roock-KnightHawk Racing    | Claudia Hürtgen Mel Hawkins Steven Knight                 | Lola B2K/40             | 105 |
| 33              | GT     | 98 | Kelly-Moss Motorsports     | Cort Wagner Darren Law Rick Polk                          | Porsche 911 GT3-R       | 68  |
| 34              | GT     | 52 | Seikel MotorSport          | Tony Burgess Andrew Bagnall Philip Collin                 | Porsche 911 GT3-RS      | 60  |
| 35              | GT     | 10 | Prototype Technology Group | Bill Auberlen Niclas Jönsson Joey Hand                    | BMW M3 E46              | 57  |
| 36              | GT     | 12 | Aspen Knolls MCR           | Shane Lewis Vic Rice Bob Mazzuoccola                      | Callaway C12-R          | 50  |
| 37              | GT     | 99 | Kelly-Moss Motorsports     | David Murry Anthony Lazzaro                               | Porsche 911 GT3-RS      | 47  |
| 38              | LMP900 | 51 | Panoz Motor Sports         | Klaus Graf Gaulter Salles                                 | Panoz LMP07             | 28  |
| Nicht gestartet |        |    |                            |                                                           |                         |     |
| 39              | GT     | 30 | Petersen Motorsports       | Bob Wollek Johnny Mowlem Michael Petersen                 | Porsche 911 GT3-RS      | 1   |
| 40              | GT     | 35 | Orbit                      | Tommy Byrne Richard Millman Tony Kester                   | Porsche 911 GT3-RS      | 2   |
| 41              | GT     | 5  | Dick Barbour Racing        |                                                           | Porsche 911 GT3-R       | 3   |
| 42              | LMP675 | 77 | Gunnar Racing              | Wayne Jackson Gunnar Jeannette Bill Adam                  | Lola B2K/40             | 4   |

1 nach tödlichem Unfall von Wollek zurückgezogen
2 zurückgezogen
3 Ersatzwagen
4 von der Rennleitung abgelehnt

### Nur in der Meldeliste
Hier finden sich Teams, Fahrer und Fahrzeuge, die ursprünglich für das Rennen gemeldet waren, aber aus den unterschiedlichsten Gründen daran nicht teilnahmen.
| Pos. | Klasse | Nr. | Team               | Fahrer | Chassis                |
| ---- | ------ | --- | ------------------ | ------ | ---------------------- |
| 43   | LMP900 | 49  | Panoz Motor Sports |        | Panoz LMP-1 Roadster S |

### Klassensieger
| Klasse | Fahrer                  | Fahrer           | Fahrer           | Fahrzeug           | Platzierung im Gesamtklassement |
| ------ | ----------------------- | ---------------- | ---------------- | ------------------ | ------------------------------- |
| LMP900 | Rinaldo Capello         | Michele Alboreto | Laurent Aiello   | Audi R8            | Gesamtsieg                      |
| LMP675 | kein Teilnehmer im Ziel |                  |                  |                    |                                 |
| GTS    | Oliver Gavin            | Terry Borcheller | Franz Konrad     | Saleen S7-R        | Rang 6                          |
| GT     | Sascha Maassen          | Lucas Luhr       | Emmanuel Collard | Porsche 911 GT3-RS | Rang 8                          |

### Renndaten
- Gemeldet: 43
- Gestartet: 38
- Gewertet: 22
- Rennklassen: 4
- Zuschauer: 168000
- Wetter am Renntag: warm und wolkig
- Streckenlänge: 5,955 km
- Fahrzeit des Siegerteams: 12:00:38,122 Stunden
- Gesamtrunden des Siegerteams: 370
- Gesamtdistanz des Siegerteams: 2203,192 km
- Siegerschnitt: 183,438 km/h
- Pole Position: Emanuele Pirro – Audi R8 (#2) – 1:49,110 – 196,467 km/h
- Schnellste Rennrunde: Tom Kristensen – Audi R8 (#2) – 1.49,666 – 195,471 km/h
- Rennserie: 2. Lauf zur ALMS-Saison 2001
- Rennserie: 1. Lauf zur Le Mans Series 2001